# Stanislav Komárek

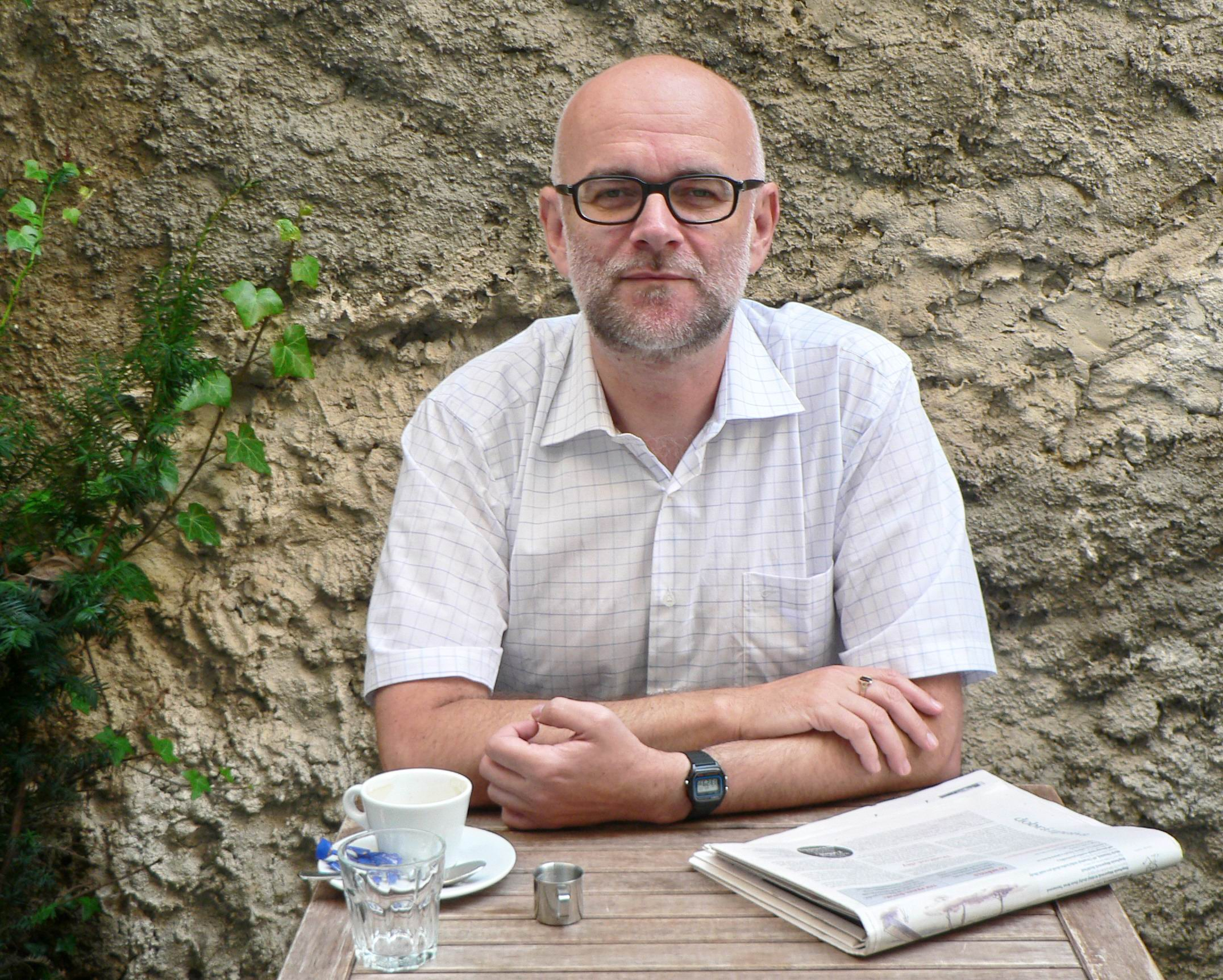
Stanislav Komárek

Stanislav Komárek (* 6. August 1958 in Jindřichův Hradec, auch Stanislaus Komarek) ist ein tschechischer Biologe, Philosoph, Hochschullehrer und Schriftsteller.

## Leben
Komárek begann nach dem Abitur ein Studium der Biologie an der Karls-Universität Prag, das er 1982 abschloss. Anschließend promovierte er am Parasitologischen Institut in Budweis. 1983 flüchtete er nach Österreich und war dort am Naturhistorischen Museum Wien, dem Bundesministerium für Land- und Forstwirtschaft und am Zoologischen Institut der Universität Wien tätig. 1990 kehrte er nach Prag zurück und wurde 2001 Professor für Philosophie und Geschichte der Naturwissenschaften an der Karls-Universität.
Sein erster Roman Kaplans Traum, erschienen 2002, wurde 2005 ins Deutsche übersetzt. 2010 erschien sein Roman Das schwarze Häuschen.

## Auszeichnungen
- 2006: Tom-Stoppard-Preis für Essayistik
- 2019: Benennung eines Asteroiden nach ihm: (464743) Stanislavkomárek.

## Werke

### Fachliteratur
- Mimicry, aposematism and related phenomena. Mimetism in nature and the history of its study (= Lincom Studies in the Humanities. 1). Lincom, München 2003, ISBN 3-89586-851-5.
- Nature and culture. The world of phenomena and the world of interpretation (= Lincom Studies in the Humanities. 2). Lincom, München 2009, ISBN 978-3-929075-84-7.

### Prosa
- Das schwarze Häuschen. Braumüller Literaturverlag, Wien, 2010, ISBN 978-3-99200-006-7
- Kaplans Traum. Rowohlt Verlag, Berlin, 2005, ISBN 3-87134-537-7